# Rouge lithol
Le rouge lithol est un colorant rouge vif synthétique qui, selon le cation qui lui est associé, a des nuances qui diffèrent. Il peut être utilisé comme pigment dans les peintures, et a notamment été employé par Mark Rothko dans une série de peintures exposée à l'université Harvard. Ce colorant perd de sa vivacité au cours du temps sous exposition à la lumière et devient sombre.

## Découverte
Le rouge lithol a été découvert à la fin du XIXe siècle par le chimiste autrichien Paul Julius. Le rouge lithol, aussi appelé le rouge Tobias, était associé principalement au baryum. Paul Julius travaillait pour la compagnie allemande BASF et cherchait à fabriquer un nouveau colorant azoïque pour l'industrie textile. Il obtint un rouge vif mais il fut déçu car le colorant avait peu d'affinité pour le coton. Cependant le pigment présentait un intérêt dans d'autres applications, telles que les encres ou les peintures. En 1899 un brevet est délivré à Paul Julius pour son invention.

## Synthèse
Le rouge lithol (sous sa forme sel de sodium) est préparé à partir du napht-2-ol et de l'acide 2-aminonaphtalène-1-sulphonique en présence de nitrite de sodium par un couplage azo. Le rouge lithol peut aussi être préparé avec différents cations métalliques comme le calcium, le baryum ou le strontium, et la forme tautomère hydrazone est la forme la plus stable observée,.

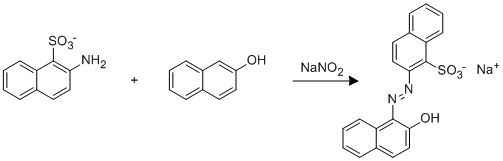
Préparation du rouge lithol par couplage azo

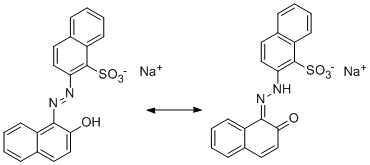
Tautomérie

## Peintures de Mark Rothko à l'université Harvard
Au cours des années 1950-1960, l'artiste américain Mark Rothko utilise du rouge lithol dans plusieurs de ses œuvres. Il offre une série de tableaux réalisée avec une palette de nuances de ce pigment rouge à l'université Harvard en 1962. Les œuvres de Mark Rothko furent installées dans une salle lumineuse de l'université. Au fil des années, les couleurs vives des tableaux vont s'assombrir jusqu'à devenir noires. Il s'est avéré que l'intense luminosité à laquelle était soumise les tableaux était responsable de la dégradation du pigment. Les tableaux furent déplacés dans une pièce moins exposée en 1979. Cependant les dégâts sur les tableaux sont jugés irréversibles.
Les conservateurs du musée d'art d'Havard tentent de donner une seconde vie aux peintures de Mark Rothko en les éclairant d'une lumière colorée qui redonne aux tableaux leurs couleurs originales. Cependant l'exposition fait débat. Des experts se demandent si les couleurs perçues grâce aux lumières projetées sont vraiment les couleurs originales, et si cette nouvelle lumière peut abîmer davantage les tableaux.

## Applications
Le rouge lithol est un colorant azoïque rouge qui s’associe avec le sodium (PR 49), le baryum (PR 49:1), le calcium (PR 49:2) et le strontium (PR 49:3). Malgré la faible tenue à la lumière et aux solvants de ce pigment ce type de colorant est très utilisé dans les peintures et les revêtements,.
| Type                     | Métal     | Nuance                            | Applications |
| ------------------------ | --------- | --------------------------------- | --- |
| PR 49 N° CAS 1248-18-6   | Sodium    | Rouge jaunâtre Rose jaunâtre      | Encre d'imprimante, émail et caoutchouc |
| PR 49:1 N° CAS 1103-38-4 | Baryum    | Rouge Rose bleuté                 | Encre d'imprimante, émail, caoutchouc, linoléum, papier de revêtement, encre pour emballage, papier peint, métaux, polystyrène, résine et plastique. |
| PR 49:2 N° CAS 1103-39-5 | Calcium   | Rouge bleuté brillant Rose bleuté | cf. PR 49:1 |
| PR 49:3                  | Strontium | Rouge bleuté brillant             | Cosmétique |